# 梅傑縣 (奧克拉荷馬州)
梅傑縣（英語：Major County）是美國奧克拉荷馬州西北部的一個縣。面積2,481平方公里。根据美國2000年人口普查，共有人口7,545人。縣治費爾維尤（Fairview）。
成立於1907年7月16日。縣名紀念制憲大會成員、州議員約翰·C·梅傑。